# Sekundarna presnova
Sekundarna presnova ali sekundarni metabolizem (včasih, zlasti v angleščini tudi specialni metabolizem) označuje presnovo, torej vse presnovne poti spajanja in razgradnje predvsem manjših molekul, ki ni povezan z rastjo organizma. O sekundarni presnovi namreč navadno govorimo, ko organizem preide iz eksponentne v stacionarno fazo rasti. Sekundarna presnova za obstoj organizma ni nujno potrebna, ga pa s tvorbo najrazličnejših snovi (t. i. sekundarnimi presnovki) pogosto ščiti pred stresnimi zunanjimi dejavniki, npr. antibiotiki zoper konkurenčne mikrobe, alkaloidi zoper rastlinojede, pigmenti zoper sevanje ipd.  

## Pomembni sekundarni presnovki
- antibiotiki, npr. streptomicin in penicilin
- pigmenti, npr. delfinidin